# Zenon Bilewicz
Zenon Andrzej Bilewicz (ur. 3 lutego 1947 w Bydgoszczy) – pułkownik Wojska Polskiego.

## Życiorys
Absolwent Wydziału Prawa Uniwersytetu Mikołaja Kopernika w Toruniu (1965–1969), uzyskał tytuł zawodowy magistra prawa. Pozyskany jako absolwent, terminował w służbie kandydackiej do 1971. W 1971 roku rozpoczął zawodową służbę wojskową jako żołnierz w stopniu wojskowym podporucznika w Wojskowej Służbie Wewnętrznej. W 1975 roku pełnił służbę w misji ONZ na Bliskim Wschodzie (UNEF-II) – w Kwaterze Głównej jako zastępca dowódcy Międzynarodowej Policji Wojskowej, w latach 1984–1987 oddelegowany do Centralnego Zarządu Inżynierii (od tej komórki wzięła nazwę firma Cenzin) (handel bronią) w Ministerstwie Współpracy Gospodarczej z Zagranicą.
Od 1990 roku Szef Wydziału w Zarządzie II Sztabu Generalnego Wojska Polskiego, następnie od 1991 w Wojskowych Służbach Informacyjnych kolejno: szef wydziału, szef oddziału, szef biura, szef Zarządu Studiów i Analiz (1999), w międzyczasie w latach 1992–1993 pełnił służbę w misji ONZ (Tymczasowa Administracja ONZ w Kambodży – UNTAC) jako dowódca międzynarodowego sektora obserwatorów wojskowych, ukończył także studia podyplomowe (1995–1996) w Wojskowej Akademii Technicznej w Warszawie.
W latach 1999–2002 w wyspecjalizowanych agendach NATO do spraw wywiadu: Battlefield Information Collection and Exploitation System (BICES) – Board of Directors – członek Rady, NATO Intelligence Board (NIB) – zastępca szefa delegacji polskiej, przedstawiciel WSI.
Od 30 sierpnia 2002 roku  zastępca szefa Agencji Wywiadu, skąd w stopniu pułkownika w dniu 24 listopada 2005 odszedł na emeryturę.